# Нађсенаш
Нађсенаш (мађ. Nagyszénás) је мањи град у жупанији Бекеш у Мађарској.

## Географија
Насеље лежи на површини од 95,56 km² и има популацију од 5.063 становника (2015). Најближи град је Орошхаза.

## Историја
Први писани запис о насељу датира из 1403. године, тада се јавља као село које је припадало властелинству Ђула, али је морало бити веома безначајно место, јер се у уверењу наводи као једно од последњих. Исте године године (1403) краљ Жигмунд је бану Јаношу Маротију поклонио Музичку салу у Фехервару. Инсталацију је урадио арадски каптол годину дана касније.
Постоји неколико идеја о пореклу имена Зенасегхаз/Сенашегихаз. Највероватније је потекло од имена градитеља цркве који се звао Сенас. Могуће је и да су, мислећи на живот и веру, тадашњи становници користили речи сено и црква да их именују. Понекад се, на пример 1574. године, село називало и Ђула-Сенаш  (јер је класификовано као замак Ђула).
Према описима из 1461. године, породица Мароти је покушала да поврати тада постојеће село Зелемереш. Хроника је такође забележила да када је избила свађа између две власничке породице у округу, Мароти и Абранфис, 1468. су кметови из Сенаша (по имену Олах, Немзе, Сабо, Бакоц, Комполар, Сенаши, Чисар) учествовали у у савременим Кецопронијевим рацијама и дивљањима ноћу. Први судија Сенаша је био Лукач Бања, познат је из 1471. године, који је присуствовао регистрацији у Сентеторњи.
Када је породица Мароти остала без наследника 1476. године, село је постало краљево власништво, а око 1490. Јанош Корвин га је поклонио Михаљу Варкоњију. Касније је земља, не зна се под којим околностима, враћена двору, а 1506. мађарски краљ Уласло II га је дао удовици Јаноша Корвина, Беатрикс Франгепан, и њеној ћерки Ержебет Корвин. Након њихове смрти, Георге од Бранденбурга је постао нови властелин.

## Демографија
Године 2001. 99% становништва насеља се изјаснило као Мађари, 1% осталих (углавном словачких) националности.
Током пописа из 2011.  , 84,8% становника изјаснило се као Мађари, 0,3% Немци, 0,5% Словаци (15,2% се није изјаснило, због двојног држављанства, укупан број може бити већи од 100% -ат).